# Lau Noah
Lau Noah   (Reus, 11 de febrer de 1994) és una multiinstrumentista i compositora autodidacta catalana. Ha rebut reconeixement internacional pel seu estil guitarrístic i el seu cant contrapuntístic virtuós, i l'Acadèmia de la Gravació la descriu com a "una polímata musical". Es va convertir en la primera artista catalana a actuar en el Tiny Desk Concert de NPR. El seu primer LP conté col·laboracions amb artistes com Jacob Collier, Jorge Drexler, Chris Thile, Cécile McLorin Salvant i molts altres.
Va néixer a Reus en una família de professors. Tot i que de petita va anar a classes de música, ho va deixar poc després i va seguir aprenent sola a escriure cançons amb veu i piano. Cita les bandes sonores de les pel·lícules de Disney com una de les principals influències de la seva música de jove. A l'adolescència va tocar l'orgue a l'església i va interpretar les seves cançons en diverses petites ciutats de Catalunya.
Quan tenia 17 anys va anar a viure a una comuna de músics en una muntanya amb vistes a la ciutat de Barcelona, on va descobrir el jazz per primer cop. Va gravar una maqueta que no es va publicar mai, Wolves (2013), que va ser la seva introducció a la gravació i la producció, en col·laboració amb el bateria Jorge Rossy.
Quan tenia 19 anys es va mudar a Nova York amb 100 dòlars a la butxaca després de trobar feina de mainadera a través d'un lloc web. Va treballar en diverses feines mentre actuava mensualment en sales locals com The Bitter End i Rockwood Music Hall. El febrer de 2016, mentre era a Montreal, va començar el seu camí amb la guitarra.
Durant els anys següents va començar a publicar vídeos a Facebook d'ella mateixa tocant les seves cançons amb la guitarra. Això va captar l'atenció de diversos músics underground cèlebres com el pianista Larry Goldings, que va organitzar una vetllada a casa seva a Los Angeles perquè ella hi actués. Va convidar-hi Jesse Carmichael de Maroon 5, el famós productor Blake Mills i altres artistes influents. Això li va donar a la Lau una reputació entre els músics underground.
El febrer de 2019, la Lau va actuar en solitari per al Tiny Desk Concert de la NPR, convertint-se així en la primera persona de Catalunya que hi actuava. La revistaBillboard va escriure sobre l'actuació: "La Lau Noah encanta els amants de la música cançó rere cançó".  Bob Boilen, el creador de la sèrie, va dir: "Hi ha una aura màgica que envolta la Lau Noah. Escriu aquestes cançons-històries que conviden a la reflexió i que em van captivar".
Aquell mateix any, Noah va tocar el piano i la guitarra per al programa de televisió Little Voice creat per Sara Bareilles.
Durant la pandèmia de la COVID-19 del 2020, la Lau va atreure l'atenció de superestrelles musicals com ara en Jacob Collier, Gavin Degraw, Phoebe Bridgers i Moses Sumney, entre d'altres, gràcies als vídeos que va publicar a Instagram interpretant les seves cançons.
Va autopublicar el seu primer EP, titulat 3, el juny de 2021. Va ser una recopilació de cançons originals per guitarra i veu.
El juliol de 2021, el Jacob Collier la va convidar a actuar amb ell al Blue Note de Nova York. Més tard aquell mateix any, la Noah va realitzar una reeixida gira en solitari per Espanya, França, Alemanya i Suïssa. El 2022, Lau va actuar al costat de l'estrella del pop Gavin Degraw a Bethel Woods, el recinte del llegendari festival de Woodstock de 1969.
La tardor del 2022, la Lau va ser la telonera de la gira per Europa del Chris Thile, un recipient de la beca Macarthur, i a principis del 2023 va ser la telonera de la gira britànica del supergrup americana Nickel Creek.
El 19 de maig de 2023, va publicar el primer senzill del seu àlbum, una col·laboració alb Jacob Collier. La cançó, titulada "If a tree falls in love with a river", és a dir, "Si un arbre s'enamora d'un riu", va acumular més de 400.000 reproduccions a Spotify la primera setmana després del seu llançament.
A la tardor del 2023 va fer de telonera de Ben Folds al Regne Unit, i va actuar al Royal Albert Hall i en altres locals llegendaris, on va rebre ovacions i va fer cantar públics d'unes 5000 persones a dues veus perfectament harmonitzades. Quan la gira es va cancel·lar sobtadament a causa de la salut de Folds, la Noah va recórrer a les xarxes socials i als seus fans, que van ajudar a organitzar una gira en tres dies, que va abastar més de 10 dates en diversos llocs d'⁣Irlanda, Alemanya, França, els Països Baixos i Espanya.

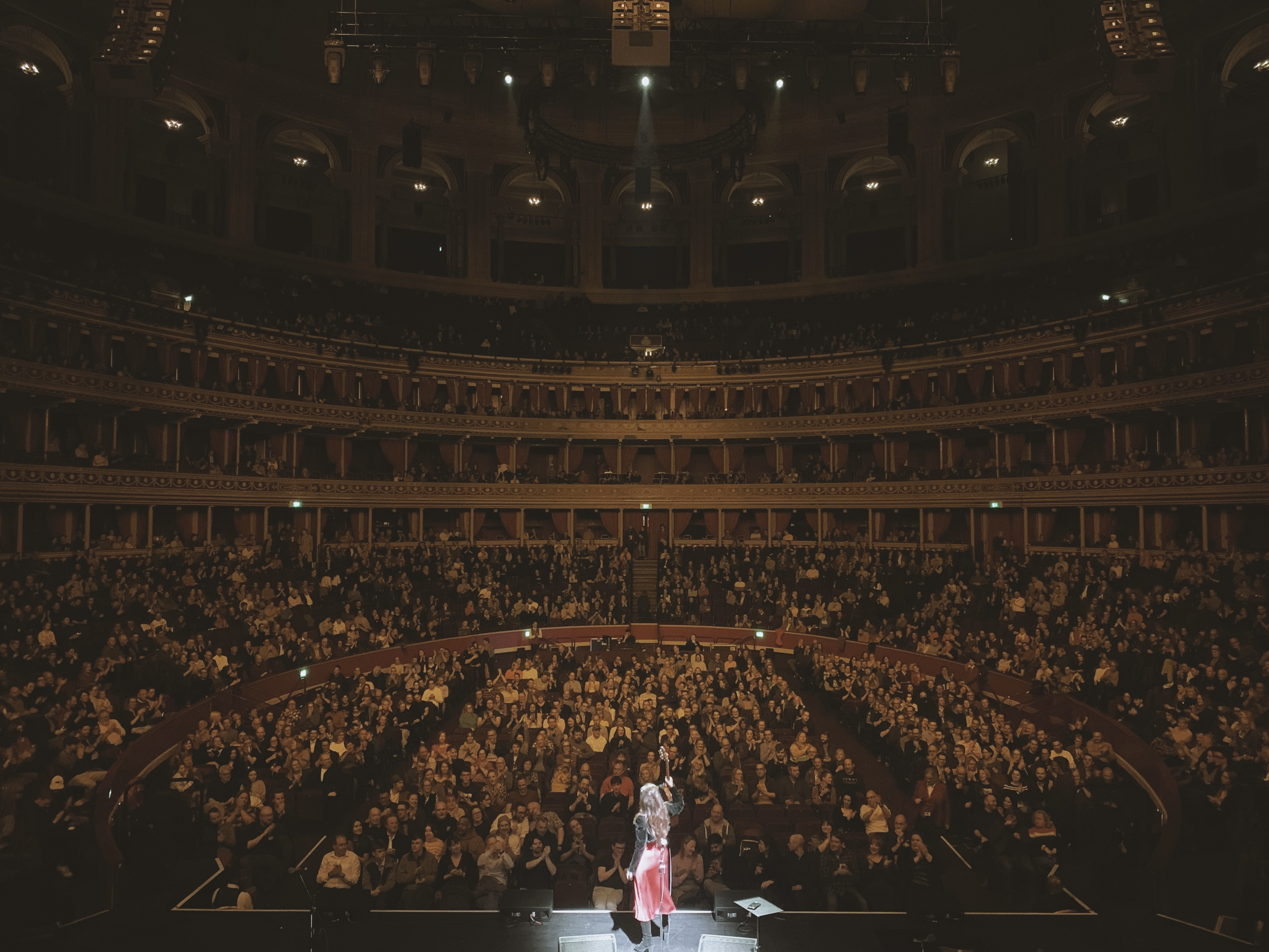
Lau Noah converteix el públic en un cor

Noah va publicar el seu primer LP A DOS el 12 de gener de 2024 i va rebre molts elogis. Hi varen participar Gaby Moreno, una cantant guatemalenca que ha guanyat un Grammy; Chris Thile, un mandolinista americà virtuosíssim; Sílvia Pérez Cruz, cantant catalana que ha guanyat dos premis Goya; Jacob Collier, un britànic prodigi de la música pop; la destacada cantant de flamenc andalusa Ángeles Toledano; el pianista israelià Shai Maestro; Jorge Drexler, músic uruguaià guanyador d'un Oscar; Salvador Sobral, el guanyador d'Eurovisió portuguès i la guanyadora del primer premi de  l'Institut de Jazz Herbie Hancock, la francoamericana Cécile McLorin Salvant.
Durant el gener i el febrer del 2024, la Noah va aparèixer a la portada de la revista Performer i va aparèixer en diverses publicacions musicals i pòdcasts, com ara New Sounds de l'NPR, el podcast Third Story de la WBGO i Global Spin de la Recording Academy. Album of the Year, un lloc web de ressenyes musicals gestionat per usuaris, li va donar al duet de la Noah amb en Jacob Collier un 100% denota, i al disc sencer una nota del 86%.
El març de 2024, Noah va arribar a la final del concurs de cançons American Songwriter.
L'artista britànic Jamie Cullum va parlar sobre el disc de la Lau i en va posar les cançons al seu programa de ràdio de la BBC el març del 2024.
Lau Noah ha impartit diverses conferències parlant de la creativitat en universitats de l'Ivy League (Universitat Brown 2023) i en festivals de música i conservatoris d'arreu del món (Festival Internacional de Guitarra de Cork 2019, Festival de Guitarra de Connecticut 2018, Conservatori de Guitarra Clàssica de St. Louis 2020, Escola Superior de Música Creativa de Madrid 2020, Taller de Músiques de Barcelona 2024).

## Discografia
- 3 - Lau Noah (2021)
- A Dos - Lau Noah (2024)